# Franci

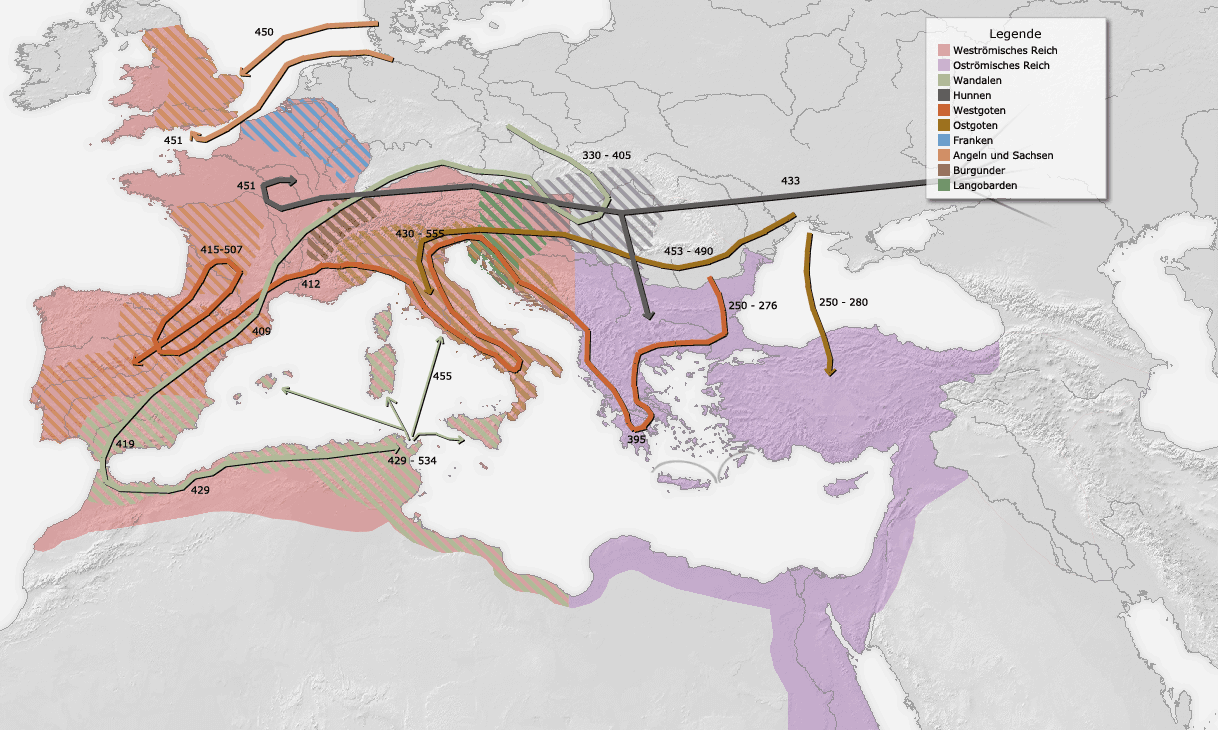
Harta Europei, Migrarea popoarelor fiind indicate cu săgeți, se pot vedea și așezarea germanilor în cadrul Imperiului Roman

Francii erau un popor germanic din vest (în traducere cei liberi sau cei curajoși). Fiind cunoscuți relativ recent sub acest nume comun, francii erau constituiți din mai multe ramuri:
- Francii de sud (salieri)
- Ripuaren (francii de pe Rin)
- Chamaven
- Sugambren (sigambren)
- Brukteren
- Uspiten
- Ampsiavaren
- Chatten azi Hessen.

## Istoric
Triburile vest-germane situate în nordul Imperiului Roman au început circa din anul 200 să se unifice. La început doar Usipiten, Tecteren, Sugamren și Bructeren care au fost numiți și cei curajoși sau franci. Francii sunt amintiți în sursele romane pentru prima oară prin anii 250 cu ocazia incursiunilor de pradă pe care le făceau în Provincia Galia. În timpul migrării popoarelor teritoriul socotit ca aparținând francilor erau Bavaria de nord, Württemberg de nord, sudul Thuringiei, Hessen, Nord-Baden, Renania-Palatinat, nordul Alsaciei, Lorena, Saarland, Luxemburg, regiunea Rinului partea Belgiei unde se vorbește germana, Limburg, Olanda, Zeelanda, Brabant și Flandra.
Din secolul V centrul regiunii ocupată de franci era Kölnul. În 420  traversează Rinul spre vest prințul Pharamond creînd despărțirea francilor în francii de est (francii de pe Rin) și în vest Salfrancii. Izvoarele arheologice atestă faptul că francii ar fi fost acceptați pașnic în Galia romană unde s-au așezat ca laeti (aliați fără civitas fără cetățenie romană). Migrarea francilor spre sud probabil a influențat migrarea saxonilor spre Anglia și coasta olandeză care a dus ulterior la conflictele dintre franci și sași (saxoni).

Francii devin o putere militară în timpul Merovingianului Clovis I. (ca. 500 e.n.) care învinge în Galia de Nord pe alemani (popor germanic) și pe goții de vest, ajungând până la Munții Pirinei, Clovis și o parte a francilor trec la creștinism. Fiii lui Clovis I continuă politica de expansiune alipind regatului franc Burgundia, Turingia și regiuni ce azi aparțin Germaniei de vest, statelor Benelux și Franței de azi.
Clotaire I (498-561) fiul cel mai tânăr a lui Clovis unește regatul franc, care va fi împărțit mai târziu între fii săi în Austrasia și Neustria. O perioadă de ascensiune a imperiului franc începe în timpul lui Pippin cel Scurt culminat cu cea a fiului său Carol cel Mare, după care urmează o împărțire ca va fi continuată prin Tratatul de la Verdun (843) care duce mai târziu la formarea statelor Franța și Germania Pentru ultima oară regatul franc este din nou unit sub regele Carol al III-lea (cel Gros) (882-887) după care vor rămâne separate. Ideea unirii a celor patru părți regatului franc a apărut din nou în timpul cruciadelor (1000-1111) dar n-a mai fost realizată. Prezența francilor care alcătuiau o entitate este amintită și în analele musulmane, aceștia fiind numiți de arabi fraeng sau farandshi.

## Francii în istorie
Surprinzător este faptul că în timpul Imperiului Roman de apus și mai târziu, după apariția statelor naționale în Evul Mediu, în ciuda tuturor urmărilor determinate de influența francă în Europa, cât de puțin s-a preocupat istoria și cât de târziu s-a ajuns la redescoperirea francilor. Aceștia, fiind unul din factorii hotărâtori ce au influențat istoria Europei prin întemeierea Sfântului Imperiu Roman, având un rol conducător timp de 800 de ani, sunt de fapt aproape necunoscuți.

## Francii azi
În mare parte a Franței de azi francii au pierdut limba lor, ca de altfel și celelate popoare germane din provincia galo-romană la fel și în partea valonă a Belgiei. Populația autohtonă franceză fiind mai numeroasă, au determinat folosirea limbii franceze. Numai numele Franței și circa o sută de cuvinte în limba franceză, sau în anumite regiuni tipuri de construcții, rămân un fel de relicvă sau rămășiță francă. 
În Germania s-a păstrat în unele dialecte o serie de cuvinte de origine francă ca de exemplu în regiunea Rinului, Hessen, Bavaria (regiunile în nordul Bavariei (Franconia) spre Würzburg, și Nürnberg) și partea est din Baden-Württemberg populația locală fiind numită francă. 